# Tatiana Anisimova
Tatiana Anisimova (Unión Soviética, 19 de octubre de 1949) es una atleta soviética retirada, especializada en la prueba de 100 m vallas en la que llegó a ser subcampeona olímpica en 1976.

## Carrera deportiva
En el Campeonato Europeo de Atletismo en Pista Cubierta de 1975 ganó la medalla de bronce en los 60 metros vallas, con un tiempo de 8.21 segundos, tras la polaca Grażyna Rabsztyn (oro con 8.04 segundos) y la alemana Annelie Ehrhardt (plata con 8.12 segundos).
Al año siguiente, en los JJ. OO. de Montreal 1976 ganó la medalla de plata en los 100 metros vallas, con un tiempo de 12.78 segundos, llegando a meta tras la alemana Johanna Schaller (oro con 12.77 segundos) y por delante de su paisana soviética Natalya Lebedeva (bronce con 12.80 segundos).